# Xã Lexington, Quận Clark, Kansas
Xã Lexington (tiếng Anh: Lexington Township) là một xã thuộc quận Clark, tiểu bang Kansas, Hoa Kỳ. Năm 2010, dân số của xã này là 78 người.